# Cryphaea chlorophyllosa
Cryphaea chlorophyllosa är en bladmossart som beskrevs av C. Müller 1902. Cryphaea chlorophyllosa ingår i släktet Cryphaea och familjen Cryphaeaceae. Inga underarter finns listade i Catalogue of Life.